# Tenaya Creek
Pour les articles homonymes, voir Tenaya (homonymie).
La Tenaya Creek est un cours d'eau américain qui coule dans le comté de Mariposa, en Californie. Entièrement protégée au sein du parc national de Yosemite, dans la Sierra Nevada, elle s'écoule vers le sud-ouest en alimentant le lac Tenaya puis en suivant le canyon Tenaya avant de rejoindre la Merced. Elle est franchie par le Tenaya Creek Bridge à proximité de son embouchure.